# Askers kommun, Norge
Askers kommun (norska: Asker kommune) är en kommun i Akershus fylke i sydöstra Norge. Kommunen är en förortskommun till Oslo, väster om huvudstaden, till vilken en stor del av befolkningen pendlar. Kommunen ligger inom Oslo stift och gränsar till Bærums och Liers kommuner. Den officiella språkformen i kommunen är bokmål. Ordförande är sedan år 2007 Lene Conradi från partiet Høyre.
En stor del av tätortsbebyggelsen i kommunen ingår i tätorten Oslo, inklusive centralorten Asker som var den första orten där IKEA år 1963 byggde ett varuhus utanför Sverige. Orten ska också ska vara platsen där många av Margit Sandemos böcker i serien Sagan om Isfolket utspelas.
Asker är en knutpunkt för tåg genom att Spikkestadlinjen grenar av från Drammenbanan på Askers station. Flytoget till flygplatsen Gardermoen stannar på stationen tre gånger i timman. Askers station är Norges femte största sett till antal resande.
Den norska kronprinsfamiljen har sitt residens på gården Skaugum i  området vid Semsvannet.

## Administrativ historik
Askers kommun upprättades den 1 januari 1838 (som Asker formannskapsdistrikt) när Formannskapslovene från 1837 trädde i kraft. Kommunen omfattade då den norra delen av den nuvarande kommunen.
Den 1 januari 1996 överfördes ett område med 70 invånare till dåvarande Røykens kommun i Buskerud fylke.
Den 8 juni 2017 beslöt Stortinget att Askers kommun skulle slås samman med kommunerna Røyken och Hurum vilket skedde den 1 januari 2020.

### Upphörda kommunvapen inom den nuvarande kommunen

Askers kommun (1975–2019)
Hurums kommun (1979–2019)
Røykens kommun (1967–2019)

## Tätorter
I Askers kommun finns elva tätorter:
- Drammen (del av)
- Holmsbu
- Hyggen
- Klokkarstua
- Konglungen
- Nærsnes
- Oslo (del av, omfattar centralorten Asker)
- Røyken
- Svelvik (del av)
- Sætre
- Tofte

Orten Båtstø har tidigare räknats som en tätort men uppfyller inte längre kriterierna, medan orterna Heggedal och Åros numera räknas som delar av tätorterna Oslo respektive Sætre.

## Socknar
Inom Norska kyrkan är Askers kommun indelad i tio socknar:
- Askers socken
- Heggedals socken
- Holmens socken
- Nordre Hurums socken
- Røykens socken
- Slemmestad og Nærsnes socken
- Søndre Hurums socken
- Vardåsens socken
- Åros socken
- Østenstads socken

Socknarna ingår i Askers prosteri i Oslo stift.

## Delområden
Askers kommun har tidigare varit indelad i 16 delområden och 98 grundkretsar. Folkmängden i delområdena 1 januari 2005:
- Billingstad: 2 349
- Borgen: 4 841
- Drengsrud: 4 061
- Fusdal: 4 054
- Nesøya: 3 414
- Nesbru: 3 612
- Hvalstad: 2 002
- Skaugum: 2 047
- Sem: 982
- Syverstad: 1 872
- Sentrum: 2 363
- Vettre: 5 357
- Blakstad: 3 224
- Vollen: 3 167
- Heggedal: 4 716
- Solberg: 2 698

Sedan dess har ytterligare områden i före detta Røykens och Hurums kommuner tillkommit.

## Kända personer - "Askerbøringer"
- Simen Agdestein: schackspelare och tidigare fotbollsspelare
- Erik Bye: konstnär
- Pål Arne Fagernes: tidigare spjutkastare och boxare
- Tor Fretheim: författare
- Arne Garborg: författare
- Hulda Garborg
- Erik Gjems-Onstad: advokat och norsk motståndsman under andra världskriget. Han var bland annat löjtnant i Kompani Linge.
- Ragnhild Gylver: författare
- Hallvard Hanevold: skidskytt med bland annat OS-guld från Nagano
- Morten Harket: Sångare
- Stine Lise Hattestad: tidigare freestyleåkare
- Tom Hilde: backhoppare
- Vigdis Hjorth: författare
- Kronprins Håkon Magnus av Norge: tronföljare
- Karsten Kaspersen: skräddarmästare och konfektionschef, visdiktare och idrottare
- Helge Lund: koncernchef i Statoil
- Torbjørn Mork
- Arild Nyquist: konstnär
- Alf Prøysen: visdiktare, vissångare och författare. Tillbringade ungdomsåren i området Semsvannet, vid Skaugumsåsen och Sem gård.
- Espen Rud: musiker
- Otto Valstad: målare
- Tilla Valstad: författare
- Jan Wanggaard: konstnär och tidigare vindsurfare
- Torbjørn Yggeseth: tidigare backhoppare och ledare av hoppkommittén i FIS

## Vänorter
| Sverige | Eslövs kommun, Sverige                                 |
| Island  | Gardabaer, Island                                      |
| Finland | Jakobstad, Finland                                     |
| Danmark | Rudersdals kommun (tidigare Birkeröds kommun), Danmark |

## Tusenårsplats
År 1998, utvaldes det sköna området Semsvannet med omnejd, vilket även inkluderar Skaugumsåsen, till att vara Askers kommuns "Tusenårsplats".